# Regionales Rechenzentrum Erlangen

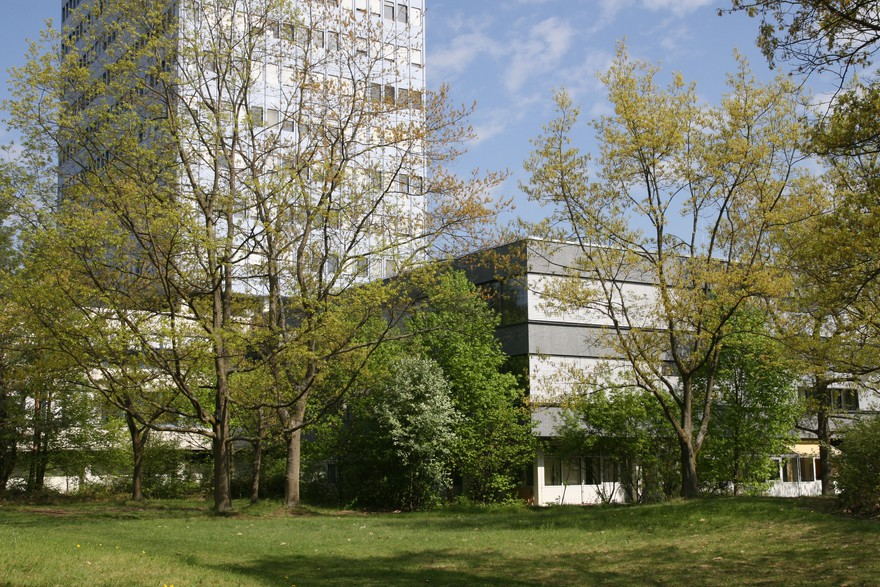
RRZE-Gebäude mit Informatikhochhaus im Hintergrund

Das Regionale RechenZentrum (RRZE) ist der IT-Dienstleister der Universität Erlangen-Nürnberg.
Es unterstützt im Rahmen des Regionalkonzepts auch die Universität Bayreuth, die Otto-Friedrich-Universität Bamberg, die Technische Universität Nürnberg, die Technische Hochschule Nürnberg und die Hochschule Coburg. Zum erweiterten Versorgungsbereich gehören außerdem die Hochschulen Ansbach und Hof sowie die Evangelische Hochschule Nürnberg.
Im Rahmen von Kooperationen leistet es auch Dienstleistungen für das DFN, die Stadt Erlangen und den kommunalen IT-Dienstleister der Metropolregion Kommunal-Bit.
Als Schnittstelle zwischen Forschung und Technik begreift sich das RRZE als Zentrum computertechnologischer Kompetenz in der Hochschullandschaft Frankens und als Partner der Wissenschaft.

## Forschungsprojekte
Neben dem Betrieb von Großteilen der IT-Infrastruktur werden am RRZE auch Forschungsprojekte durchgeführt.
Unter anderem sind dies Projekte zu:
- Xwin-Labor (DFN-Netz-Messungen und Tests zu neuen Netzanbindungen)
- Uni-TV
- HPC (Hochleistungsrechnen)

## Allgemeine Dienstleistungen
Das RRZE betreibt auch Dienstleistungen, die allgemein genutzt werden können.
Darunter:
- Der FTP-Mirror ftp.fau.de ist unter anderem Primary oder Secondary Mirror für openSUSE, Ubuntu, Knoppix, und andere bekannte GNU/Linux-Distributionen. Neben den FTP-Servern von Berlin und Paderborn ist der FTP-Server an der Universität Erlangen-Nürnberg einer der am häufigsten genutzten Server in Deutschland. Im März 2016 betrug der durchschnittliche Traffic deutlich über 6 TB pro Tag[1].
- Die vier Stratum 1 NTP-Zeitserver ntp0.fau.de bis ntp3.fau.de dienen zur Synchronisation eigener Clients zur Atomuhrzeit. Viele weit verbreitete Clients, aber auch Betriebssysteme, greifen auf diesen Server zu.
- Mit dem IRC-Server irc.uni-erlangen.de ist das RRZE ein wichtiger Partner im IRCnet.
- Das IT-Schulungszentrum bietet Studenten und Universitätsmitarbeitern kostenlose bzw. kostengünstige Schulungen für Software und (Web-)Technologien an.
- Verschiedene Hochleistungsrechner stehen Wissenschaftlern der Universität und der im Rahmen des Regionalkonzeptes angeschlossenen Hochschulen zur Lösung numerischer Aufgaben zur Verfügung. Um die Portierung, Optimierung und Weiterentwicklung von Programmen zu unterstützen, arbeitet ein Team von Experten für High Performance Computing eng mit diesen Kunden zusammen.
- Das RRZE veröffentlicht seit mehreren Jahren tagesaktuelle Statistiken über Zugriffe auf offizielle Webangebote, die Auslastung des Netzwerks und der Hochleistungsrechner. Aufgrund der hohen Zahl an Zugriffen auf die Webangebote von ca. 100 Millionen pro Monat, ist insbesondere die Verteilung der verwendeten Browser[2] eine wertvolle Datenquelle für Webentwickler.

## Besonderes
Das RRZE wurde im Dezember 2005 für seinen Webauftritt mit einer goldenen Biene in der Kategorie „Bildung, Wissenschaft und Forschung“ ausgezeichnet.
Erlangen ist einer der Standorte des neu gegründeten Verbunds für Nationales Hochleistungsrechnen (NHR). Das Rechenzentrum ist eines der wichtigen deutschen Supercomputer-Zentren. Der im November 2006 in Betrieb genommene Woodcrest-Cluster wurde im November 2007 auf dem 329. Platz der 500 leistungsstärksten Rechner weltweit eingeordnet.
Seit vielen Jahren werden an Universitäten und Hochschulen bayernweit gemeinsam nationale und EU-weite Ausschreibungen durchgeführt, die auf die Beschaffung der IT-Infrastruktur ausgerichtet sind. Das Ergebnis sind umfangreiche Rahmenverträge mit IT-Herstellern und -Lieferanten, die u. a. eine wirtschaftliche Beschaffung von Computerarbeitsplätzen mit standardisierten Produkten ermöglichen. Die Ausschreibungen haben Auftragswerte von mehreren Millionen Euro über alle beteiligten Hochschulen. Für die Universität Erlangen-Nürnberg koordiniert das RRZE diese Ausschreibungen.

### Bayern-Cloud
Die bis Oktober 2020 geförderte Bayern-Cloud ist eine gemeinsame Initiative des Bayerischen Wissenschaftsministeriums sowie der bayerischen Hochschulen. Mit der Bayern-Cloud wird im Endausbau den mehr als 400.000 Angehörigen bayerischer Hochschulen – Studierenden und Mitarbeitern – ein Dienst zur Verfügung gestellt, um Daten abzulegen, auf diese von überall zuzugreifen („sync“) und weiteren Nutzern zur Bearbeitung zur Verfügung zu stellen („share“).
Im Rahmen der Bayern-Cloud betreibt das RRZE für die Hochschulen und Universitäten im nordbayerischen Raum eine zentrale Cloud-Lösung auf Basis der Software Powerfolder. 
Mitarbeiterinnen und Mitarbeiter sowie Studierende der Friedrich-Alexander-Universität Erlangen-Nürnberg (FAU) können dabei auf 50 GB kostenlosen Cloud-Speicher zurückgreifen. Auch überregionale wissenschaftliche Projekte und Arbeitsgruppen können sensible Forschungsdaten an der Friedrich-Alexander-Universität unter vollständiger Zugriffskontrolle in die FAU-eigene Cloud laden. 
Die Cloud-Lösung wird in Kooperation mit dem Leibniz-Rechenzentrum (LRZ) angeboten. Das LRZ ist für den südbayerischen Raum zuständig.